# WWE WrestleMania 21
WWE WrestleMania 21, ou simplement WrestleMania 21, est un jeu vidéo de catch (lutte professionnel) commercialisé sur console de jeux vidéo Xbox par THQ. Il est basé sur le pay-per-view du même nom produit par la WWE. Il succède à WrestleMania XIX. Ce jeu est le tout dernier jeu vidéo de la WWE en date à avoir été commercialisé sur Xbox.

## Système de jeu
WrestleMania 21 incluent les superstars participant au WWE WrestleMania XIX et de nouveaux catcheurs incluant Charlie Haas, Lance Cade, René Duprée et Eugene. Des mouvements simplistes et des contre-attaques face aux adversaires sont exposés dans le jeu.

## Développement
WrestleMania 21 a été pour la première fois annoncé par THQ juste avant l'E3 2004.

## Accueil
WrestleMania 21  a été négativement critiqué à cause de son système de jeu. IGN attribue un 6 sur 10 au jeu, notant sa qualité visuelle élevée, mais un système de jeu flou. GameSpot note que le système en ligne est un échec et ne se connecte pas via Xbox Live.